# Aleksiej Czerkaski
Aleksiej Czerkaski, ros. Алексей Михайлович Черкасский (ur. 1680, zm. 1742) – rosyjski polityk i kanclerz. 

## Życiorys
Pod względem ilości chłopów pracujących dla niego był największym rosyjskim feudałem. Należał do arystokratycznej frakcji opozycyjnej wobec nowego organu władzy jakim była istniejąca w latach 1726–1730 Najwyższa Tajna Rada. 
Jako kanclerz podpisał traktaty z Prusami (1740) i Wielka Brytanią (1741).